# Мантет (сорт яблук)
Мантет — літній сорт яблуні виведений у Канаді.
Сорт належить до середньорослих, середньозимостійких, не надто стійких до грибкових захворювань.
Дерево средньоросле, з овальною формою крони. Вік плодоносіння — 4-5 років. Належить до середньоспілих, середньоурожайних, середньостійких до парші. З одного дерева одержують 120—130 кг плодів.
Розміри плода залежать від віку дерева. На молодих деревах середня вага яблук 150 г, на старих — 100 г. Дозрівають плоди з 15 по 25 серпня. Лежкість яблук цього сорту — 1-1,5 місяця. Плодоношення спочатку щорічне, а потім періодичне.
Яблука мають малиново-червоний рум'янець. М'якоть рожевувато-біла, з рожевими прожилками, середньої щільності, ніжна, соковита, з приємним десертним кисло-солодким смаком.